# Muchow (Mecklenburg)
Muchow is een gemeente in de Duitse deelstaat Mecklenburg-Voor-Pommeren, en maakt deel uit van het Landkreis Ludwigslust-Parchim.

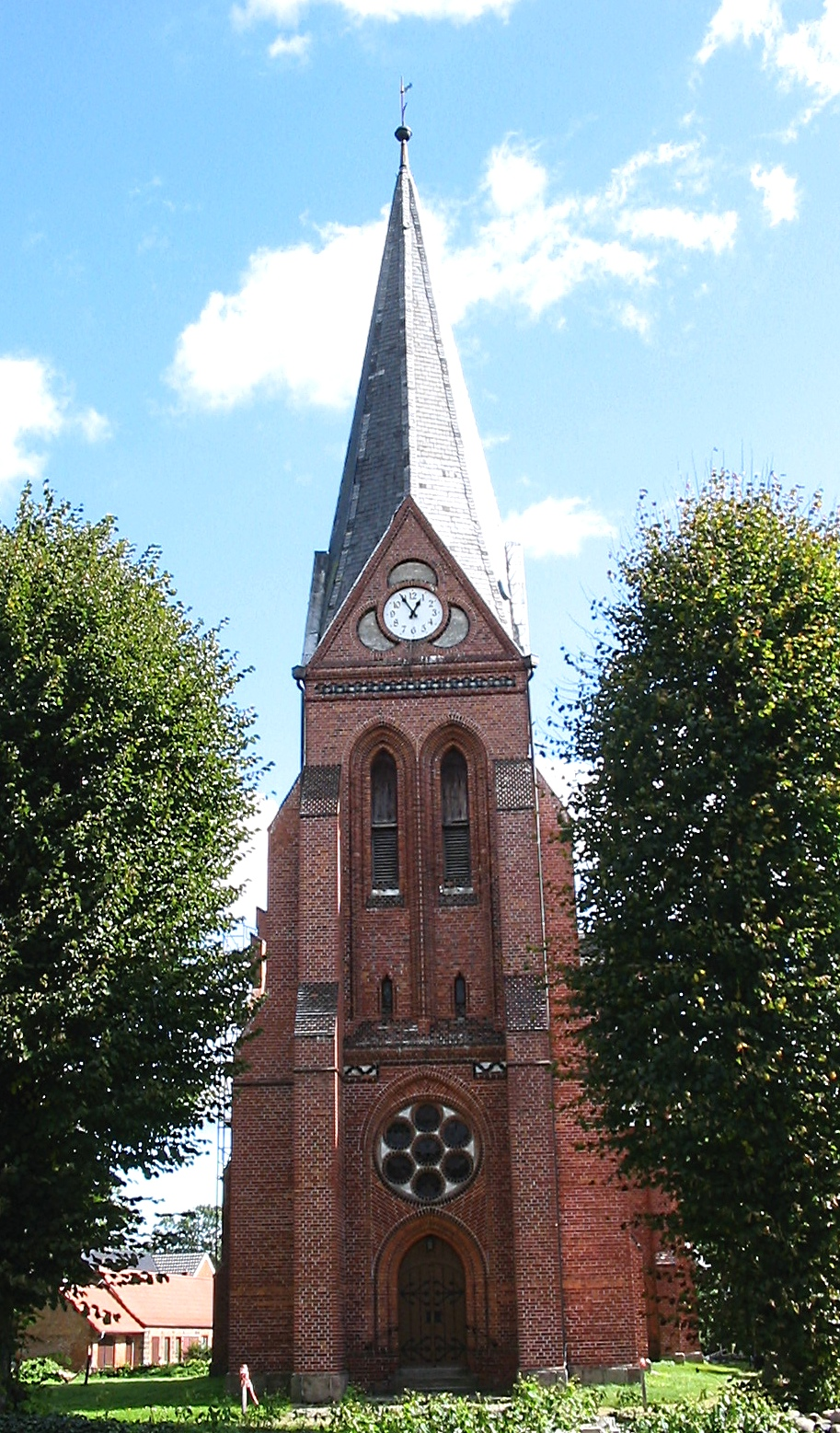
Dorpskerk Muchow

Muchow telt 277 inwoners.